# Polskie Towarzystwo Orientalistyczne
Polskie Towarzystwo Orientalistyczne (ang. Polish Oriental Society) – towarzystwo naukowe orientalistów polskich. Działa od 1922 roku. Podstawowymi celami statutowymi są przyczynianie się do rozwoju orientalistyki polskiej przez prowadzenie i wspieranie badań naukowych nad ludami Azji i Afryki oraz upowszechnianie wiedzy o Bliskim i Dalekim Wschodzie. 

## Prezesi towarzystwa
Pierwszym prezesem PTO był Władysław Kotwicz (od roku 1922 do swojej śmierci w 1944 r.). Kolejnymi prezesami byli: 
- Tadeusz Kowalski,
- Ananiasz Zajączkowski,
- Tadeusz Lewicki,
- Jan Reychman,
- Stanisław Kałużyński (1980–2003),
- Marek Mejor (2003–2012),
- Marek Dziekan (2012–2021),
- Agata Bareja-Starzyńska (od 2021)[1].

## Działalność
Siedziba PTO mieści się w Warszawie, przy ulicy Krakowskie Przedmieście 26/28, przy Wydziale Orientalistycznym Uniwersytetu Warszawskiego.
Towarzystwo liczy 130 członków (dane za rok 2009). Wydaje kwartalnik „Przegląd Orientalistyczny”.